# Pretxístaia Gorà
Pretxístaia Gorà (en rus: Пречистая Гора) és un poble de l'óblast de Vladímir, a Rússia, segons el cens del 2010 tenia 30 habitants. Pertany al districte municipal de Iúriev-Polski.